# Vera Votrubcová
Vera Votrubcová, född 1911, död 1981, var en tjeckoslovakisk bordtennisspelare och världsmästare i dubbel, mixed dubbel och lag.
Hon spelade sitt första VM 1936 och 11 år senare, 1947, sitt sjätte och sista. 
Under sin karriär tog hon 13 medaljer i bordtennis-VM, 6 guld, 3 silver och 4 brons. 

## Halls of Fame
- 1993 valdes hon in i International Table Tennis Foundation Hall of Fame.

## Meriter
- Bordtennis VM
  - 1936 i Prag
    - 2:a plats dubbel (med Vlasta Pokorná-Depetrisová)
    - 1:a plats med det tjeckoslovakiska laget

  - 1937 i Baden (Niederösterreich)
    - 1:a plats dubbel (med Vlasta Pokorná-Depetrisová)
    - 1:a plats mixed dubbel (med Bohumil Váňa)
    - 3:e plats med det tjeckoslovakiska laget

  - 1938 i London
    - 3:a plats singel
    - 1:a plats dubbel (med Vlasta Pokorná-Depetrisová)
    - 2:a plats mixed dubbel (med Bohumil Váňa)
    - 1:a plats med det tjeckoslovakiska laget

  - 1939 i Kairo
    - 3:e plats dubbel (med Vlasta Pokorná-Depetrisová)
    - 1:a plats mixed dubbel (med Bohumil Váňa)
    - 2:a plats med det tjeckoslovakiska laget

  - 1947 i Paris
    - 3:e plats med det tjeckoslovakiska laget

- Internationella Mästerskap 
  - 1937 Tyskland - 2:a plats dubbel (med Gertrude Pritzi)